# Alcis reversa
Alcis reversa là một loài bướm đêm trong họ Geometridae.